# Acsa
Acsa (slovaško Jača) je vas na Madžarskem, ki upravno spada pod podregijo Váci Županije Pešta.
Naselje je bilo prvič omenjeno leta 1341. V času Otomanske Madžarske je bila vas uničena, a so pozneje naselje obnovili Slovaki, ki še danes predstavljajo večinsko prebivalstvo.